# Музичка школа „Даворин Јенко” Раковица
Музичка школа „Даворин Јенко” се налази у београдској општини Раковица, у улици Мишка Крањца бр.7. Започела је са радом 1951. године, а од 2000. нуди и средњошколско музичко образовање. Име је добила по словеначком композитору Даворину Јенку. Школа данас има више од 900 ученика и једна је од највећих у Србији.

## Историјат
Музичка школа започела је рад новембра 1951. године и то као музички течај са 50 полазника. Полазници течаја могли су да похађају наставу хармонике, виолине и клавира, а руководилац течаја, Владимир Докмановић, држао је наставу солфеђа. Од децембра 1953. године овај музички течај постао је Нижа музичка школа „Даворин Јенко”.
Школа се убрзано ширила и привлачила све већи број деце Раковице и суседних општина, те је донета одлука да се школа подели и да један њен део почне да ради од 01.09.1979. као самостална музичка школа „Петар Коњовић” на територији општине Вождовац.
Музичка  школа „Даворин Јенко” наставила  је  да  се  развија  убрзаним темпом. Матична школа је пресељена у нову зграду Центра за културу Раковице. Отворена су и нова одељења наменски грађена при основним школама Раковице:
- одељење при ОШ "Иво Андрић" на Канаревом брду;
- одељење при ОШ "Бранко Ћопић" на Видиковцу;
- одељење при ОШ "14. октобар" на Лабудовом брду;
- одељење при Мисионарском дому у Барајеву.[3]

## Припремни разред
Припремни разред  намењен је  деци предшколског и раног школског узраста као увода за будуће бављење музиком. Најмлађи полазници немају пријемни испит приликом уписа у припремни разред. На крају школске године полажу пријемни испит за упис у основну музичку школу.
Часови припремног разреда одржавају на два одељења, Матична школа – Раковица и издвојено одељење 14. Октобар – Лабудово брдо.
Наставним програмом припремног разреда предвиђено је развијање ученикових музичких способности: развијање слуха израженог кроз музичку репродукцију, развијање ритмичких способности, ширење обима и обликовање гласа, навикавање на групно музицирање, увођење у музичку писменост. Такође, најмлађи ученици се упознају и са музичким инструментима и начинима музицирања на њима.

## Основна школа
У оквиру шестогодишњег основног музичког образовања и васпитања изучавају се следећи инструменти: виолина, виола,
виолончело, гитара, клавир, хармоника, флаута, обоа, кларинет, фагот, хорна, труба и удараљке.
У оквиру четворогодишњег основног музичког образовања и васпитања изучавају се: соло певање и контрабас.
Поред наставе инструмента, односно певања изучавају се: солфеђо, теорија музике, оркестар, хор, камерна музика и упоредни клавир.

## Средња школа
Један од најзначајнијих корака у развоју школе је почетак обављања делатности средњег музичког образовања од школске 2000/2001. године. Ученици имају могућност да се стручно усавршавају на два одсека: вокално–инструменталном и теоретском.
На вокално-инструментални одсеку стичу звања Музички извођач класичне музике, где је главни предмет или инструмент (виолина, виола, виолончело, контрабас, флаута, обоа, кларинет, фагот, хорна, труба, удараљке, клавир, хармоника, гитара) или соло певање. На теоретски одсеку стичу звање Музички сарадник–теоретичар а главни предмет је солфеђо.

## Међународно такмичење Даворин Јенко
Школа је од 2004. године организатор „Међународног такмичења Даворин Јенко”. Такмичење окупља признате светске и домаће педагоге, извођаче и учеснике из бројних земаља света поставши једно од најзначајнијих европских културних догађаја.
Такмичење је подељено у пет дисциплина: клавир соло; клавирски дуо (клавир четвороручно или два клавира); фагот соло; дувачки инструменти соло (сви дувачки инструменти, осим фагота – флаута, кларинет, обоа, саксофон, хорна, труба, тромбон, туба) и камерни ансамбли.
Захваљујући квалитету организације, „Међународно такмичење Даворин Јенко” од 2008. године уврштено је у „Календар такмичења и смотри” Министарства просвете Републике Србије као једино акредитовано такмичење у организацији школа. Најуспешнији учесници  такмичења  на основу постигнутих резултата од својих држава добијају  значајне  награде  и  стипендије.
Од 2017. године установљене су и две педагошке награде: „Андреја Прегер”, педагошка награда за успешне академске професоре и „Мирослава  Лили  Петровић”, педагошка награда за успешне професоре музичких школа.